# Иштван Шомоди
Иштван Шомоди (мађ. István Somodi; Клуж-Напока, 22. август 1885 — Клуж 8. јун 1963) је мађарски атлетичар, који се такмичио у скоковима, а најуспешнији је био у скоку увис. Освајач је сребрне олимпијске медаље у скоку увис на Олимпијским играма 1908. у Лондону.

## Спортска биографија
Као мали поред атлетике бавио се и клизањем у Клизачком клубу Клуж, а 1899. победио је у такмичењу младих. У пролеће 1903. на првенству Дебрецинске области освојио је златну медаљу у скоку удаљ. Исте године на студенском првенству у Клужу победио је у спринту, скоку удаљ и скоку увис. Удаљ је скочио 6,02 м, а у скоку увис прескочио 1,72 м. (Исте године, на првенству мађарске првак Арпад Данош скочио је 1,69 м.)
У 1904. скочио је удаљ 6,47 м., а 1905. постао је првак Мађарске у тој дисциплини скоком 6,50 м.
О свом трошку је отишао на Олимпијске међуигре 1906. огранизоване у Атини на 10-годишњицу Првих модерних Олимпијских игара 1896.. Такмичио се у три дисциплине: скоку удаљ, скоку увис и скоку удаљ без залета. У скоку увис није освојио медаљу, а његов резултат је остао непознат. У скоку удаљ био је 8. резултатом 6,045 м. , а у скоку удаљ без залета 6. са 2,860 м. Ово такмичење МОК до данас није признао као олимпијско такмичење у рангу олимпијских игара.
Године 1908. постао је првак Мађарске са 1,84 м, што је уједно био и нови национални рекорд. Као представник Мађарске учествовао је на Летњим олимпијским играма 1908. у Лондону. Такмичио се у скоку увис. У квалификацијама је учествовало 26. такмичара од којих се 8 који су прескочили 1,80 пласирало у финале, а Шомоди је у делио од 4 до 6 места са 1,85 м. У финалу је скакао веома добро и постигао свој лични рекорд 1,88 м пласирајући се на поделу другог места и сребрне олимпијске медаље са Жорж Андреом из Француске и Корнелијусом Лихијем из Уједињеног Краљевства.
У 1909. поправио је национални рекорд на 1,86 м, да би га 1910. побољшао за још два центиметра на 1,88 м. (У складу са тадашњим правилима резултат са олимпијских игара 1,88 м није признат за национални рекорд, јер није био постигнут у Мађарској).